# Освајачи олимпијских медаља у атлетици, мушки, 56 фунти бацање терета
Освајачи олимпијских медаља у атлетици у дисциплини бацање трета од 56 фунти за мушкарце, која је на програму Летњих олимпијских игара била само два пута, приказани су у следећој табели. Терет је износио 25,4 кг (1 енглеска фунта је 453,59 грама). Резултати су приказани у метрима.
| Олимпијске игре        | Злато                | Злато     | Сребро           | Сребро | Бронза                | Бронза |
| ---------------------- | -------------------- | --------- | ---------------- | ------ | --------------------- | ------ |
| Сент Луис 1904. детаљи | Етјен Демарто Канада | 10,46 ОР  | Џон Фланаган САД | 10,16  | Џејмс Мичел САД       | 10,13  |
| Антверпен 1920. детаљи | Патрик Макдоналд САД | 11,265 ОР | Патрик Рајан САД | 10,965 | Карл Џон Линд Шведска | 10,250 |